# Římskokatolická farnost Tábor-Klokoty
Římskokatolická farnost Tábor-Klokoty je územním společenstvím římských katolíků v rámci táborského vikariátu českobudějovické diecéze.

## O farnosti

### Historie

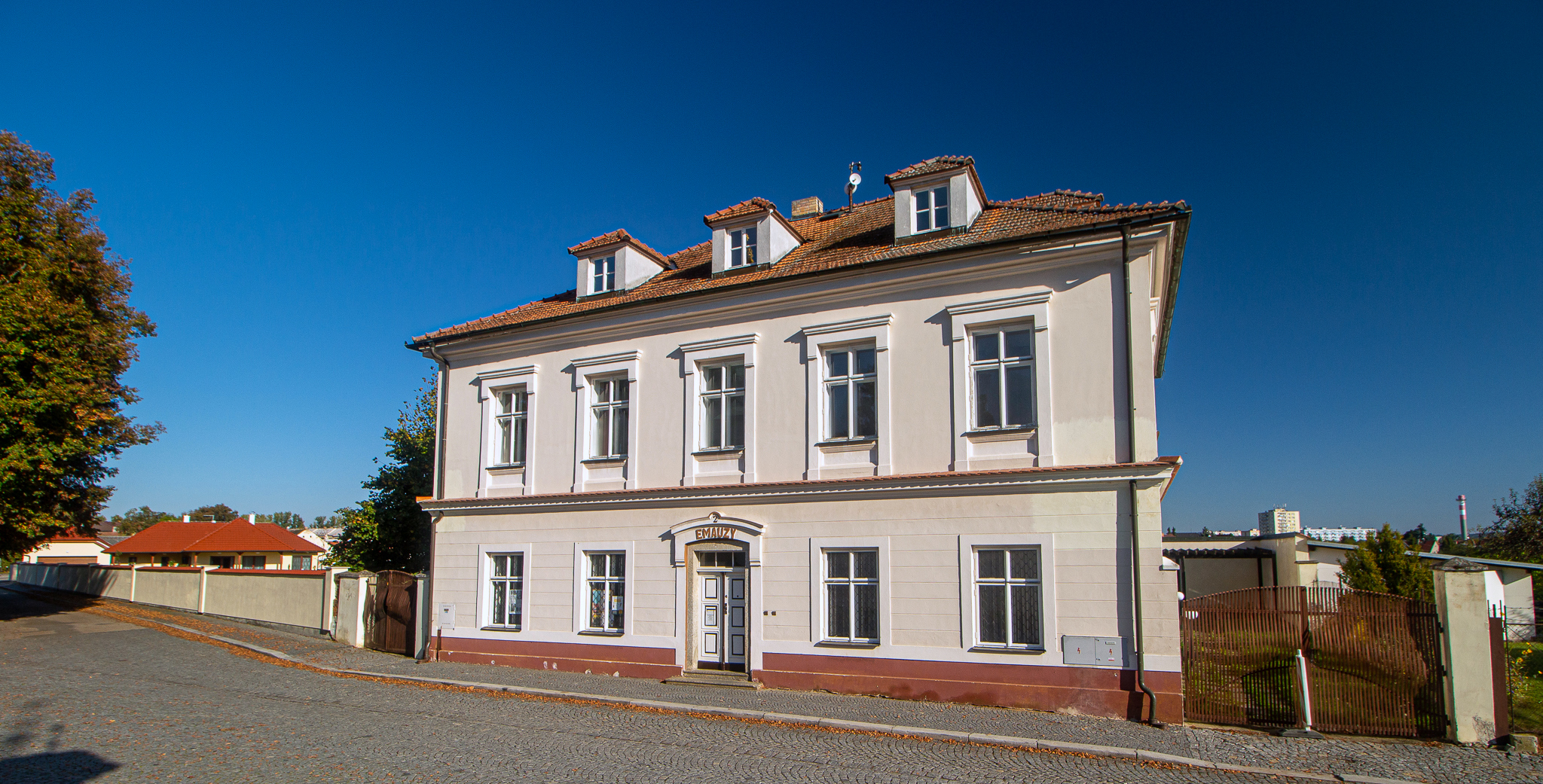
Farní poutní dům Emauzy

Ve vsi Klokoty existovala plebánie od poloviny 14. století. Za husitských válek zanikla. V okolí vesnice tehdy působila sekta adamitů, kteří byli nakonec husity rozprášeni, jejich představitelé odvlečeni na klokotskou faru a zde upáleni. 
V první polovině 18. století byl postaven klokotský poutní areál a od roku 1743 začali být do Klokot ustanovováni lokální kaplani. Od roku 1934 působili v místní duchovní správě kněží kongregace bratří těšitelů. Ti zde (s přestávkou mezi lety 1950–1990) působili do roku 1991. 
V roce 1994 byla duchovní správa svěřena kongregaci Misionářů oblátů Panny Marie Neposkvrněné. K 1. listopadu 1995 pak zde byla zřízena samostatná farnost.

### Současnost
Klokotská farnost je centrem kollatury, zahrnující ex currendo spravované farnosti Dražice, Hartvíkov, Hroby, Chýnov, Pohnání a Ratibořské Hory.
| Kostel                         |  | Místo   | Bohoslužba                                       | Bohoslužba       | Poznámka     |
| ------------------------------ |  | ------- | ------------------------------------------------ | ---------------- | ------------ |
| Kostel Nanebevzetí Panny Marie |  | Klokoty | neděle pondělí úterý středa čtvrtek pátek sobota | 8.30 10.00 17.00 | farní kostel |